# Emilee Cherry
Emilee Cherry (Roma (Queensland), 2 november 1992) is een Australisch rugbyspeler.

## Carrière
Cherry won met de ploeg van Australië tijdens de Olympische Zomerspelen 2016 de Olympische gouden medaille. Cherry maakte tijdens dit toernooi in totaal drie try’s, waaronder twee try’s in de met 17-5 gewonnen halve finale.

## Erelijst

### Rugby Seven
- Olympische Zomerspelen:  2016